# Kostas Balafas
Kostas Balafas (1920 – 9. října 2011) byl významný řecký fotograf, známý tím, že zaznamenával řecký venkovský způsob života, albánskou frontu, okupaci a boj jednotek ELAS v Epiru.

## Životopis
Balafas se narodil v roce 1920 v Kypseli, Arta, odkud odešel hledat práci do Athén. Pracoval v mlékárně a navštěvoval noční školu. Chodil do školy v Ioannině a poté v Itálii až do roku 1939, kde dokončil svá studia laktologie. Po návratu do Ioanniny byl jmenován dočasným zaměstnancem v zemědělské škole. V Ioannině jej zastihla italská invaze a později německá okupace. Vstoupil do ELAS jako partyzán a zároveň fotografoval bitvy, bestialitu okupační armády a těžký život venkovského lidu. Ozbrojený partyzánský boj proti okupantům zachytil ve fotoalbu „Partyzán v Epiru“ vydaném v roce 1991 s předmluvou svého přítele a kolegy fotografa Spyrose Meletzise.
Po dobrodružství války a občanské války byl v PPC. Později pracoval jako kameraman pro řeckou televizi, nejdříve na zkoušku v pořadu TIF, který se později prosadil ve filmu "Dodonia", natočeném v roce 1960 Kostas Balafas až do konce svého života učil fotografii na Akademii kreativní fotografie - Leica Academy.

## Fotografie
Během studií v Ioannině si koupil svůj první fotoaparát (Junior Kodak), který v italském období nahradil Robotem, přičemž se učil řemeslo temné komory v sousedním fotoateliéru. Později použil svůj fotoaparát k zachycení řecké armády pochodující na albánskou frontu, během německé okupace a ozbrojeného boje ELAS, který sledoval jako puškař. Celé jeho dílo bude později skvělým fotografickým dokumentem, který spolu s dílem Spyrosem Meletzise ukáže jako jediné v podstatě fotografické svědectví o odboji v horách. Drsné životní podmínky a boje řeckého lidu o nezávislost a důstojnost ovlivnily jeho širší psychiku a utvářely styl jeho fotografické práce, zejména v otázkách společenské reflexe, které se týkaly především jeho.
V roce 2008 daroval muzeu Benaki svůj fotografický archiv, který se skládá z 15 000 černobílých negativů z let 1939 až 2000 a 60 krátkých filmů připravených k digitálnímu zpracování, s ústředním tématem zvyků a tradic pevninského a ostrovního Řecka.

## Eseje

### Přednášky
- Přednášky o našem kulturním dědictví
- Přednášky o kině
- Pocta matce
- Fotografické přednášky

### Knihy
- Kostas Boubouris, Kostas Balafas a jeho Řecko, Kostas Boubouris-Stefanos Kostoulas ISBN 978-960-91384-4-4

### Alba
- Moje země
- Kontinent
- Hora Athos
- Meteora
- Ostrovy
- Metsovo
- Partyzán v Epiru
- Pocta matce